# Séminaire de Québec
Ne doit pas être confondu avec Grand Séminaire de Québec.
Le Séminaire de Québec est une communauté de prêtres diocésains fondée le 26 mars 1663 par François de Laval, à ce moment-là vicaire apostolique de la Nouvelle France. La résidence principale de la communauté est le Pavillon Jean-Olivier Briand situé dans l'arrondissement historique du Vieux-Québec. 
Le Séminaire de Québec désigne aussi l’ensemble des bâtiments classé monument historique en 1968. Cet ensemble comprend le Vieux Séminaire de Québec (Aile de la Procure, Aile des Parloirs, Aile de la Congrégation), le Collège François-De-Laval, anciennement le Petit Séminaire de Québec, et la résidence des prêtres qui occupent le Pavillon Jean-Olivier Briand, le Musée de l'Amérique francophone, et le Centre de la Francophonie des Amériques  (Pavillon Guillaume Couillard).

## Histoire
Suivant les propositions du Concile de Trente, François de Laval, alors vicaire apostolique de la Nouvelle-France, réunit en 1663 ses prêtres en communauté ou société apostolique. Ceux-ci étaient au service des paroisses et chargés de la formation des futurs prêtres au Grand Séminaire.  C'est dans le presbytère de l'évêque qu'ils habiteront jusqu'à l'inauguration d'une maison plus spacieuse en 1677. Entretemps, Laval avait dès 1665 rattaché son œuvre au Séminaire des Missions étrangères de Paris, voulant favoriser la venue de prêtres pour travailler dans les coins les plus reculés de l'Amérique française. Cette association explique la présence de plusieurs ornements comportant les initiales SME encore aujourd'hui dans les bâtiments du Séminaire. Le sigle SME pour «Séminaire des Missions-Étrangères» nous ramène aux origines du Séminaire de Québec. Le sigle SME continue d'être utilisé comme un héritage et une volonté de fidélité à la vocation du Séminaire dans de nouveaux contextes sociaux et culturels. Les lettres SME surmonte encore la porte-cochère du Vieux-Séminaire au 1, côte de la Fabrique dans le Vieux Québec. Toutefois, la dénomination "Séminaire des Missions Étrangères de Québec" qui figure encore dans les cahiers de procès-verbaux dans les années 1940 n'est plus utilisée de façon officielle depuis l'adoption de la Loi du Séminaire de Québec par l'Assemblée nationale le 17 mai 1979. Jusqu'en 1965, les règlements du Séminaire de Québec s'intitulaient "Constitutions et règlements du Séminaire des Missions Étrangères et épiscopal de Québec". 
En 1668, une résidence d'élèves qui étudient au Collège des Jésuites est inaugurée : le Petit Séminaire de Québec, qui deviendra ensuite une résidence vocationnelle pour ceux qui souhaitaient entrer au Grand Séminaire. Après la Conquête, le Petit Séminaire devient un collège en remplaçant le Collège des Jésuites, transformé en caserne. Les prêtres du Séminaire deviennent des enseignants.

### Personnalités notables

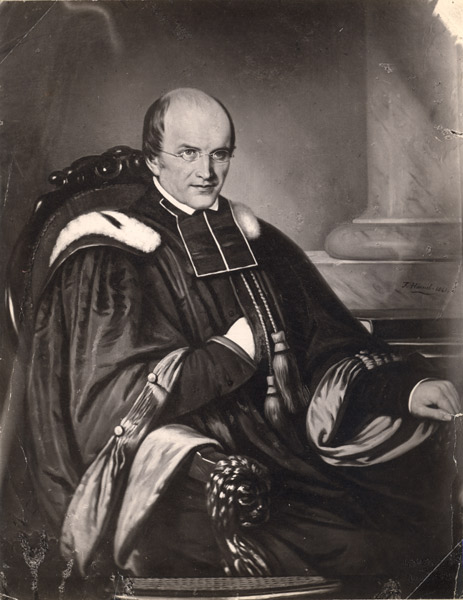
Louis-Jacques Casault.

Cette liste comprend des dirigeants ou des personnes ayant joué un rôle important dans le développement du Séminaire. Les anciens élèves du Petit ou du Grand Séminaire ne devraient pas être inclus à ce seul titre.

#### XVIIesiècle
- François de Laval
- Louis Ango de Maizerets

#### XVIIIesiècle
- Jean-Olivier Briand
- Jean-François Hubert

#### XIXesiècle
- Louis-Jacques Casault
- Jérôme Demers
- Jean Holmes
- Elzéar-Alexandre Taschereau

#### XXesiècle
- Camille Roy

## Bibliothèque et archives

### Histoire de la bibliothèque
À sa fondation en 1663, les premiers livres composant la collection de la bibliothèque du Séminaire de Québec sont les écrits de François de Laval lui-même. Toutefois, le nombre d’élèves augmente rapidement, de sorte qu’en 1678, une réorganisation du travail s’impose au sein de l’équipe du Séminaire. Il est alors déterminé que la gestion de l’école sera faite par six officiers. Un d’entre eux se voit alors attribuer la responsabilité de la bibliothèque et des archives de l’institution. Ce premier bibliothécaire permet alors un développement de la collection du Séminaire. En effet, l'officier à qui incombe cette tâche effectuera dans les années suivantes, de nombreuses commandes de livres variés au Séminaire des missions étrangères de Paris. À cette époque, il n’est pas non plus rare de recevoir des dons de la part de bibliothèques personnelles d’individus souhaitant contribuer à l’enrichissement de la collection du Séminaire. Il est également habituel que des prêtres reviennent de voyages en France avec des livres supplémentaires pour étoffer l’inventaire de la bibliothèque. En 1763, suivant la conquête anglaise, le Séminaire de Québec se voit incomber la tâche de l’éducation laïque à la suite de la fermeture du Collège des Jésuites. Afin de répondre à ces nouvelles responsabilités, les directeurs du Grand Séminaire s’affairent rapidement à se procurer un grande quantité d’ouvrages, en commandant à Paris jusqu’en 1775, puis en faisant plutôt affaire avec le Londonien Paul Vaillant. En 1782, un inventaire est effectué par l’abbé Arnault-Germain Dudevant, qui fait état de 4883 ouvrages, plaçant la bibliothèque du Séminaire comme la plus importante de la colonie. Quelques années plus tard, en juin 1797, la collection du Séminaire bénéficie d’un don important de la part du père Jean-Joseph Casot, qui compte notamment un grande quantité de livres du Collège de Québec.  En 1852, l’ouverture de l’Université Laval est un point tournant pour la bibliothèque du Séminaire. En effet, la bibliothèque, qui est à ce moment composée de pas moins de 15 000 livres, se voit attribuer le statut de bibliothèque universitaire. Afin de réaliser ce nouveau mandat, la recherche de livres connaît un montée fulgurante, l’établissement s’adressant à Paris, à Londres, et à New York. Cette mobilisation est si grande, qu’en 1869, la bibliothèque commune à l’Université Laval et au Séminaire atteint 50 000 ouvrages. La création d’un campus universitaire à Sainte-Foy en 1964 force la scission de la collection de la bibliothèque : les acquisitions antérieures à 1910 seront conservées au Séminaire alors que les autres seront acheminées vers le nouveau campus. Le Fonds du Séminaire a été le premier élément du patrimoine documentaire canadien à être reconnu en 2007 par le programme Mémoire du monde de l’UNESCO.
Le Séminaire conserve aussi dès ses débuts ses archives. Comme François de Laval, à titre d'évêque, siège au Conseil souverain, on y trouve des correspondances et des documents importants sur l'implantation de la colonie française. On y trouve aussi 8 654 plans et cartes datés de 1500 à nos jours, et plus de 50 000 photographies. Les archives du Séminaire sont ouvertes aux chercheurs depuis 1942.

### La sectionEnfer
En 1960 la Loi de l’Index est abrogée. Les ouvrages interdits confinés à une section recluse des bibliothèques sont réintégrés aux collections générales et regagnent les tablettes des rayons. S’il s’agit d’un recul important pour la censure au Québec, la disparition subite des listes des ouvrages indexés entraîne la perte de nombreuses et précieuses données concernant ce qui était jugé malsain par les autorités diocésaines . Toutefois, la collection indexée de la bibliothèque historique du Séminaire de Québec échappe à cette mesure. Tout comme sa collection courante, la section indexée de la bibliothèque du Séminaire de Québec, nommée la section Enfer, s’étend sur une aire temporelle très large. En effet, l’ensemble des ouvrages interdits  ont été produits entre le XVIe siècle et le XXe siècle. Un inventaire dénombrant  603 monographies mises à l'Index a été dressé. On retrouve de plus, dans la section Enfer, des dizaines de boîtiers dans lesquels se trouvent des brochures, dépliants et feuillets faisant aussi objet d’une censure. La valeur de cette collection interdite par l’Église catholique réside dans le fait qu’elle agit comme un témoin des bouleversements et des tribulations idéologiques qui secouent l’Église romaine au fil des époques qui marquent son existence. Le plus vieil ouvrage qu’on retrouve dans la section Enfer est un recueil de textes de l’Église luthérienne de Saxe imprimé à Bâle vers le milieu du XVIe siècle. Cet ouvrage rassemble surtout des écrits de Johann Rivius, auteur réformiste éminent. Sa mise à l’index s’inscrit bien entendu dans le mouvement de contre-réforme mené par l’Église catholique, mais témoigne plus précisément du désir  de François de Laval de contrer  la présence des huguenots en Nouvelle-France. Les tensions théologiques entre la Compagnie de Jésus et la doctrine issue des écrits de Cornelius Jansen, le Jansénisme, sont reflétées dans la collection indexée qui comporte un bon nombre de ces ouvrages jugés hérétiques au cours du XVIIe siècle .

## Université Laval
En 1852 le Séminaire de Québec obtient une Charte royale de la reine Victoria le reconnaissant comme université. C'est ainsi que naît l'Université Laval afin de dispenser un enseignement de qualité aux francophones. La théologie, la médecine, le droit et l'art y sont enseignés par les prêtres, qui veilleront aussi à la fondation d'un campus à Montréal – future Université de Montréal – ainsi qu'à la construction de la cité universitaire à Québec dans l'actuel arrondissement Sainte-Foy–Sillery dans les années 1950-60. C'est en 1970 que l'Université Laval sera cédée par le Séminaire à une nouvelle corporation.

## Édifices

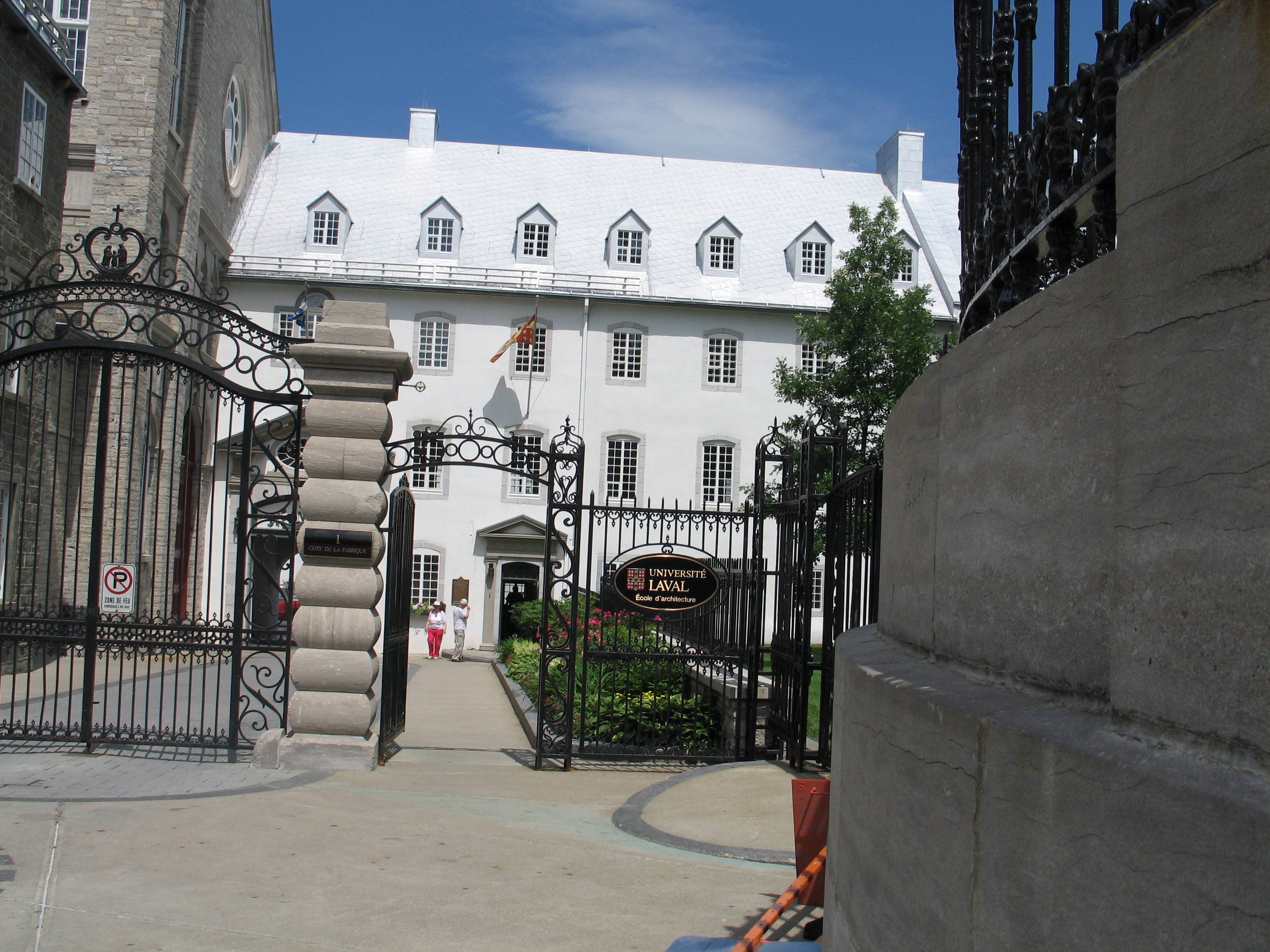
Grille d'entrée des édifices du Séminaire, sur la côte de la Fabrique. Cette partie des bâtiments est aujourd'hui l'École d'architecture de l'Université Laval.

Entre 1675 et 1932, plusieurs édifices sont construits afin d'accueillir les prêtres, séminaristes et étudiants. Aujourd'hui, le Vieux-Séminaire accueille l'École d'architecture de l'Université Laval, l'édifice Camille-Roy (reconnaissable par ses lanternes et par le drapeau du Séminaire qui y flotte en permanence) loge actuellement la Salle des promotions rénovée et les laboratoires d'archéologie de l'Université Laval. Le Musée d'histoire du Québec s'y installera en 2025 sous la supervision du Musée de la civilisation. Les anciennes facultés de l'Université Laval servent de locaux au Collège François-de-Laval (anciennement le Petit Séminaire de Québec), et l'édifice Jean-Olivier-Briand (la Résidence des prêtres) est occupé par les prêtres de la Communauté des prêtres du Séminaire et par des prêtres résidents. Le Grand Séminaire qui y logeait depuis 1997 s'est installé en 2018 sur la rue Giguère dans le secteur Vanier de la Ville de Québec. 
Le Séminaire de Québec a été désigné lieu historique national du Canada le 1er janvier 1929. L'ensemble de ses édifices a été classé monument historique le 31 juillet 1968.

## Aujourd'hui
Le Séminaire continue d’administrer des œuvres découlant du patrimoine religieux de François de Laval et du diocèse de Québec. Faute de prêtres, la Société des prêtres du Séminaire a dû restreindre son champ d'action. Ainsi, le Petit Séminaire appartient depuis 1987 à une corporation privée sans but lucratif. Celui-ci, devenu le Collège François de Laval dispense encore et toujours une formation privée pour filles et garçons de niveau secondaire en plein berceau de l'Amérique française. 
Par contre d'autres œuvres sont toujours parrainées par le Séminaire :
- le Grand Séminaire qui sert à la formation des futurs prêtres ;
- le Service de la formation continue pour les prêtres, les diacres, les agentes et agents de pastorale laïques du Diocèse de Québec ;
- la Pastorale universitaire catholique à l'Université Laval ;
- le Centre d'animation François de Laval.

Des prêtres sont retournés faire du ministère dans les paroisses depuis 1982. D'autres continuent dans l'enseignement de la théologie. Pendant plus de deux cents ans, les prêtres du Séminaire s'étaient dévoués à l'éducation (Petit Séminaire et Université Laval) ils s'ouvrent aujourd'hui sur de nouvelles œuvres, comme la Pastorale catholique à l'Université Laval en tenant compte de leur nombre réduit par rapport à autrefois.

## Petit Séminaire de Québec (maintenant Collège François-de-Laval)
En 1668, le Séminaire de Québec fonde le Petit Séminaire de Québec, d'abord pour franciser les amérindiens et préparer les jeunes au sacerdoce, mais à partir de 1765, après la Conquête anglaise, il assure l'éducation des jeunes Français et Canadiens jusqu'au XXe siècle. Le Petit Séminaire devient alors véritablement une école pour prendre la relève du collège des Jésuites qui avait fermé ses portes. Cette suppléance devait être temporaire, car on espérait toujours le retour des Jésuites à Québec et on a même fait des démarches plus tard pour qu'une autre communauté vienne prendre charge de ce collège. Dans le cas du Petit Séminaire de Québec, ce fut vraiment un record puisque les prêtres du Séminaire de Québec ont assumé cette suppléance temporaire pendant 222 ans. Ils ont donné naissance au réseau des collèges classiques qui furent rattachés à la Faculté des Arts de l'Université Laval à sa fondation en 1852.

Logo du

En 1987, le Séminaire de Québec a dû délaisser la gestion cette école, car il n'y avait plus suffisamment de prêtres pour administrer toutes les institutions mises en place depuis la fondation. Le Petit Séminaire de Québec a été confié à une corporation laïque cette année-là sous le nom de Collège François-de-Laval totalement autonome du Séminaire de Québec sous la présidence de M. le juge Ross Goodwin avec la collaboration des représentants des différentes composantes de la nouvelle institution, professeurs, parents, étudiants, employés et des représentants du public. L'institution devait graduellement délaisser le nom de Petit Séminaire,,, puisqu'elle n'assurait plus la préparation sacerdotale. Dans les faits, le changement de dénomination a été complété le 1er mars 2011 après que Philippe Leclerc, président du conseil d'administration de la Corporation du Collège François-de-Laval, ait annoncé que dorénavant l'école serait connue et désignée sous le nom de « Collège François-de-Laval » en l’honneur de son fondateur, premier évêque de Québec.